# Seznam představitelů Bratislavy
Toto je seznam nejvyšších představitelů města Bratislavy – rychtářů, starostů a primátorů.

## Seznam rychtářů Prešpurku do roku 1879
- 1280 – Jacobus
- 1287 – Tirwardus
- 1288 – Jacobus
- 1302 – Hertlin
- 1314 – Hertlo
- 1324 – Bernhardus
- 1347 – Jacobus
- 1348 – Comes Jacobus
- 1352 – Jacus
- 1356 – Comes Jacus
- 1357 – Jacobus
- 1361 – Jacobus fil. Nikolai
- 1365 – Comes Jacobus
- 1371 – Jacob fil. Nikolai
- 1375 – Stephanus a Henricus
- 1377 – Henricus
- 1379 – Paul Spitzer
- 1389 – Mert Kirchenknopf a Paul Spitzer
- 1390 – Nicolaus Plichendechel
- 1391 – Paul Spitzer
- 1396 – Paul Spitzer a Ulrich Rauchwarter
- 1400 – Bernhardt Scharrach
- 1401 – Ulrich Rauchenwarter
- 1412 – Konrad Kitzmägl a Peter Liszt
- 1413 – Wenig Gillig
- 1414 – Johannes Eilausenrock
- 1415 – Johannes Eilausenrock a Andreas Treletsch
- 1419 – Andreas Pernhaitl
- 1423 – Johannes Eilausenrock
- 1424 – Konrad Kitzmagen
- 1427 – Johann Pauer
- 1428 – Johann Pauer a Andreas Pernhaitl
- 1430 – Johann Pauer
- 1432 – Johannes Eilausenrock
- 1433 – Bartholomäus Scharrach
- 1435 – Stefan List
- 1437 – Stefan Ranes
- 1441 – Hans Eilausenrock
- 1442 – Ludwig Kunigsfelder
- 1444 – Ludwig Kunigsfelder a Stephan List
- 1445 – Stefan Ranes
- 1447 – Ludwig Kunigsfelder
- 1450 – Peter Jungetl a Ludwig Kunigsfelder
- 1453 – Stefan Gmaitl
- 1458 – Stefan Gmaitl a Wenzel Bernhaitl
- 1461 – Ludwig Kunigsfelder
- 1465 – Stefan Gmaitl
- 1466 – Stefan Ranes
- 1467 – Ludwig Kunigsfelder
- 1469 – Stefan Ranes
- 1470 – Hans Pottenberger
- 1473 – Hans Karner
- 1475 – Johann Pottenberger
- 1477 – Hans Karner
- 1478 – Andreas Holtzer
- 1481 – Georg Schönperg
- 1484 – Andreas Holtzer
- 1491 – Martin Rosentaler
- 1494 – Peter Kraitz a Jakob Aigner
- 1499 – Peter Kraitz a Jakob Aigner a Jakob Pellifex
- 1500 – Wolfgang Forster
- 1502 – Mathias Paier
- 1503 – Wolfgang Thailenkas
- 1506 – Wolfgang Forster
- 1508 – Johann Lachenperger
- 1509 – Wolfgang Forster
- 1510 – Johann Lachenperger
- 1513 – Michael Maixner
- 1517 – Caspar Leupold
- 1519 – Wolfgang Forster
- 1523 – Caspar Leupold
- 1524 – Michael Fischer
- 1531 – Michael Klee
- 1538 – Blasius Beham
- 1545 – Johann Berghammer
- 1547 – Blasius Beham
- 1550 – Thomas Reichenthaler
- 1552 – Johann Fischer
- 1555 – Michael Klee
- 1556 – Johann Fischer
- 1557 – Martin Aichinger
- 1559 – Johann Fischer
- 1560 – Caspar Hainrich
- 1561 – Wolfgang Kögl
- 1563 – Johann Fischer
- 1564 – Sigismund Luettenperger
- 1566 – Wolfgang Kögl
- 1567 – Johann Fischer
- 1568 – Wolfgang Kögl
- 1569 – Sigismud Luettenperger
- 1571 – Johann Fischer
- 1572 – Caspar Lichtenberger
- 1574 – Vitus Knap
- 1576 –  Mathias Aichinger
- 1577 – Georg Eisenreich
- 1581 – Vitus Knap
- 1583 – Georg Eisenreich
- 1584 – Caspar Lichtenberger
- 1585 – Lukas Maurach
- 1587 – Felician Schmugger
- 1589 – Zacharius Götzl
- 1592 – Mathias Partinger
- 1596 – Zacharius Götzl
- 1599 – Christof Tschatter
- 1601 – Martin Schödl
- 1603 – Johann Offner
- 1608 – Christof Tschatter
- 1610 – Martin Schödl
- 1611 – Rudolf Maurach
- 1613 – Johann Offner
- 1615 – Johann Hertl
- 1618 – Johann Schödl
- 1621 – Johann Hartl
- 1627 – Christof Partinger
- 1631 –  Michael Moniz
- 1635 – Michael Földessy
- 1637 – Michael Jakob Szeleczky
- 1640 – Johannes Cellarius
- 1643 – Georg Tallyán
- 1646 – Andreas Segner
- 1648 – Jakob Prein
- 1649 – Gregor Tallyán
- 1651 – Martin Schödl
- 1653 – Gregor Tallyán
- 1656 – Mathias Tutzenzhaler
- 1658 – Andreas Segner
- 1660 – Georg Liebhart
- 1662 – Andreas Segner
- 1664 – Gregor Tallyán
- 1666 – Christoph Spindler
- 1668 – Gregor Tallyán
- 1669 – Andreas Baán
- 1670 – Thobias Plankenauer
- 1673 – Benedikt Pakay
- 1675 – Stefan Battay
- 1677 – Georg Hilscher
- 1678 – Georgius de Somogy
- 1680 – Michael Sambokréty
- 1684 – Georg Somogy
- 1687 – Michael Sambokréty
- 1689 – Nikolaus Straus
- 1692 – Josef Segner
- 1694 – Michael Sambokréty
- 1696 – Christof Burgstaller
- 1698 – Christof Spindler
- 1700 – Jakob Segner
- 1702 – Michael Sambokréty
- 1707 – Christof Burgstaller
- 1710 – Paul Kögl
- 1714 – Christof Burgstaller
- 1716 – Stefan Gostlony
- 1718 – Christof Burgstaller
- 1721 – Nikolaus Szenthe
- 1723 – Gabriel Skaricza
- 1724 – Michael Miklos
- 1726 – Johann Trummer
- 1728 – Christof Burgstaller
- 1730 – Johann Trummer
- 1732 – Michael Miklos
- 1733 – Christof Burgstaller
- 1734 – Emerich Csiba
- 1736 – Andreas Segner
- 1738 – Georg Kubótzy
- 1740 – Christof Burgstaller
- 1742 – Georg Kubótzy
- 1744 – Christof Málik
- 1746 – Christoph Veingruber
- 1748 – Andreas Segner
- 1750 – Georg Kubótzy
- 1751 – Franciscus Nozdrovitzky
- 1752 – Christof Málik
- 1754 – Franciscus Nozdrovitzky
- 1756 – Andreas Segner
- 1757 – Christof Málik
- 1758 – Franciscus Nozdrovitzky
- 1760 – Michael Gombos
- 1762 – Carol. Kegly a Stephan Várady
- 1764 –  Stephan Várady
- 1766 – Michael Gombos
- 1768 – Alex. Kevitzky
- 1770 – Carol. Vilh. Málik
- 1772 – Alex. Kevitzky
- 1774 – Michael Gombos
- 1776 – Alex. Kevitzky
- 1778 – Emer. Mikoviny
- 1784 – Josef Stettner
- 1788 – Georg. Kajdacsy
- 1790 – Joan. Vallovics
- 1793 – Joan. Stettner
- 1798 – Josef Kálna
- 1801 – Josef Karner
- 1803 – Josef Kálna
- 1806 – Josef Schmidt
- 1808 – Josef Sánta
- 1810 – Georg. Albrecht
- 1812 – Petrus Mottko
- 1815 – Paulus Kochmeister
- 1818 – Petrus Mottko
- 1821 – Jonas Kettner
- 1824 – Carolus Jäger
- 1827 – Jonas Kettner
- 1830 – Carolus Jäger
- 1839 – Josef Bajcsy
- 1861 – Ernest Hauszer (do 21. listopadu)
- 1861 – Mathias Dobrovits
- 1879 – Mór Gottl

## Seznam starostů Prešpurku/Bratislavy v letech 1879–1945
Od roku 1879 funkce rychtáře (latinsky judex) nahrazena funkcí starosty (slovensky mešťanosta, latinsky consules).
- 1884 – Mór Gottl (do 9. dubna 1884)
- 1884 – Carolus Mergl
- 1889 – Gustav Dröxler
- 1898 – Paulus Taller
- 1900 – Tivadar Brolly
- 1918 – Tóder Kumlik
- 1919 – Richard Kánya
- 1920 – Dr. Viktor Duschek
- 1922 – Dr. Emerich Zimmer
- 1923 – Dr. Ľudovít Okánik
- 1930 – Dr. Vladimír Krno
- 1939 – Dr. Belo Kováč (do 3. května 1944)
- 1944 – Dr. Štefan Ravasz (do 6. dubna 1945)
- 1945 – Prof. Dr. Karol Koch (do 8. dubna 1945 – předseda Národního výboru)
- 1945 – Štefan Bašťovanský (do 10. dubna 1945 – předseda Národního výboru)

## Seznam primátorů Bratislavy po roce 1945
Dr. Štefan Ravasz odevzal funkci starosty předsednictvu národního výboru. Funkce starosty nahrazena funkcí primátora.
- 1945 – Dr. Anton Vasek (do 4. října 1946)
- 1946 – Dr. Jozef Kyselý (do 20. února 1948)
- 1948 – Dr. Martin Kuban (do 27. února 1948)
- 1948 – Dr. Anton Vasek
- 1950 – Ladislav Kurták
- 1952 – Ján Šrámek (do 16. května 1954)
- 1954 – František Čáp (do 19. května 1957)
- 1957 – Ján Šebík
- 1961 – Pavol Tomáš
- 1964 – Ing. arch. Milan Hladký (do 26. února 1969)
- 1969 – Štefan Jardanházy (do 12. prosince 1969)
- 1969 – Ing. Ladislav Martinák
- 1986 – Ing. Štefan Barták (do 1. března 1990)
- 1990 – Ing. Roman Hofbauer (do 10. prosince 1990)
- 1990 – Peter Kresánek
- 1998 – Jozef Moravčík
- 2002 – Andrej Ďurkovský
- 2010 – Milan Ftáčnik[1]
- 2014 – Ivo Nesrovnal
- 2018 – Matúš Vallo